# Lulu (album)
A Lulu a Metallica és Lou Reed közös stúdióalbuma. A megjelenésének időpontja világszerte 2011. október 31.

## Dalok
1. "Brandenburg Gate" - 4:19
2. "The View" - 5:17
3. "Pumping Blood" - 7:24
4. "Mistress Dread" - 6:52
5. "Iced Honey" - 4:36
6. "Cheat on Me" - 11:26
7. "Frustration" - 8:33
8. "Little Dog" - 8:01
9. "Dragon" - 11:08
10. "Junior Dad" - 19:28

## Közreműködők
- Lou Reed - ének, gitár
- James Hetfield - ének, gitár
- Kirk Hammett - szólógitár
- Robert Trujillo - basszusgitár
- Lars Ulrich - dob
- Greg Fidelman - producer

## Fordítás
Ez a szócikk részben vagy egészben  a   Lulu (Lou Reed and Metallica album) című angol Wikipédia-szócikk fordításán alapul.  Az eredeti cikk szerkesztőit annak laptörténete sorolja fel. Ez a jelzés csupán a megfogalmazás eredetét és a szerzői jogokat jelzi, nem szolgál a cikkben szereplő információk forrásmegjelöléseként.